# Juan Sabines Guerrero, Palenque
Juan Sabines Guerrero är en ort i Mexiko.   Den ligger i kommunen Palenque och delstaten Chiapas, i den sydöstra delen av landet, 800 km öster om huvudstaden Mexico City. Juan Sabines Guerrero ligger 8 meter över havet och antalet invånare är 217.
Terrängen runt Juan Sabines Guerrero är platt. Runt Juan Sabines Guerrero är det ganska tätbefolkat, med 62 invånare per kvadratkilometer. Närmaste större samhälle är Emiliano Zapata, 7,5 km sydost om Juan Sabines Guerrero. Omgivningarna runt Juan Sabines Guerrero är en mosaik av jordbruksmark och naturlig växtlighet.